# 1976-os Eurovíziós Dalfesztivál
Az 1976-os Eurovíziós Dalfesztivál volt a huszonegyedik Eurovíziós Dalfesztivál, melynek a hollandiai Hága adott otthont. A helyszín a hágai Congresgebouw volt.

## A résztvevők
Egy év kihagyás után visszatért Görögország, míg Ausztria három kihagyott verseny után csatlakozott ismét.
Visszalépett Málta, Svédország és Törökország. Málta egészen az 1991-es Eurovíziós Dalfesztiválig nem tért vissza. Az előző év házigazdája Svédország pedig azért lépett vissza, mert pénzügyileg nagyon megviselte őket a rendezés. Ezután vezették be azt a szabályt, hogy mindegyik részt vevő országnak kellett fizetnie egy bizonyos összeget, hogy ne legyen akkora teher a verseny lebonyolítása a rendező ország számára.
Másodszor vett részt a versenyen a svájci trió Peter, Sue & Marc, a holland Sandra Reemer és a finn Fredi, míg a norvég Anne-Karine Strøm már harmadszor versenyzett. 1973-ban hetedik lett, majd 1974-ben utolsó volt, akárcsak ebben az évben. Ő az egyetlen énekes, aki kétszer is az utolsó helyen végzett.
Liechtenstein 1969 után ismét szeretett volna csatlakozni a versenyhez, viszont ez ekkor sem valósulhatott meg. Az okok ugyanazok voltak, mint hét évvel korábban: az ország nem volt az EBU tagja, és nem rendelkezett saját műsorsugárzóval. De a nyelvhasználatot korlátozó szabály nem volt érvényben, így ha debütálhattak volna, egy angol nyelvű dal lett volna az indulójuk: Biggi Bachman "Little Cowboy" című dala.
Nyugat-Németországot eredetileg Tony Marshall képviselte volna "Der Star" című dalával, de később kiderült, hogy ezt a dalt a nemzeti döntő előtt előadták már, ami szabálytalan, ezért Marshallt kizárták, helyette a 2. helyezett Les Humphries Singers utazhatott Hágába, ahol végül tizenötödikek lettek.

## A verseny
Először fordult elő, hogy egy korábbi versenyző volt az est házigazdája. Corry Brokken háromszor képviselte Hollandiát, 1956-ban, 1957-ben és 1958-ban. 1957-ben megnyerte a versenyt, 1958-ban pedig utolsó volt. Az 1956-os verseny eredményei sohasem kerültek nyilvánosságra, így nem lehet tudni, hányadik helyezett lett abban az évben.
A görög dal okozott némi konfliktust, mivel Észak-Ciprus török megszállásáról szólt a dal. Ez volt az oka, hogy az előző évben Görögország távol maradt a versenytől, melyen Törökország először vett részt.
A holland szervezők ismét néhány újítással próbálkoztak. Első alkalommal történt meg, hogy az úgy nevezett green roomban – a terem, ahol az énekesek tartózkodnak a szavazás alatt – a verseny alatt több résztvevő is interjút adott. Ezt a későbbi években is megismételték. Ezenkívül mindegyik dal elhangzása után egy-egy virágcsokorral köszöntötték az énekeseket: ez azonban többször nem fordult elő.

## A szavazás
A szavazási rendszer megegyezett az 1975-ös versenyen bevezetettel. Minden ország a kedvenc 10 dalára szavazott, melyek 1-8, 10 és 12 pontot kaptak. A szóvivők a fellépési sorrendben hirdették ki a pontokat. Ennek hibája az volt, hogy így nehezen volt követhető, mely pontok vannak még hátra. A francia szóvivő senkinek nem adott 4 pontot, és ezt akkor senki nem vette észre, csak a verseny után lett kijavítva. A 4 pontot Jugoszlávia kapta, akik ezzel elkerültek az utolsó helyről.
A szavazás a fellépési sorrendnek megfelelően történt: az Egyesült Királyság volt az első szavazó, míg Jugoszlávia az utolsó. A szavazás során három dal váltotta egymást az élen. Az első zsűri pontjai után Svájc állt az élen, ezt követően Franciaország volt az első. Pontosan a szavazás felénél, a görög zsűri pontjainak kihirdetése után vette át a vezetést az Egyesült Királyság, amely ezt követően végig meg tudta őrizni előnyét. A győztes dal hét zsűritől – svájci, izraeli, belga, norvég, görög, spanyol, portugál – gyűjtötte be a maximális tizenkettő pontot. A legkevesebb, három pontot, az ír zsűri adta, ami a két ország közelsége miatt okozott némi derültséget a helyszínen.
A szavazás során a brit és a francia dal kiemelkedett a mezőnyből, és több rekordot is felállítottak. A kiosztott tizennyolc "12 pont"-ból tizenkettőn e két dal osztozott, illetve mindkettő dal mindegyik zsűritől kapott pontot.
Az Egyesült Királyságnak ez volt a harmadik győzelme.
Érdekesség, hogy a műsorvezetőnő, Corry Brokken egy hibát vétett a szavazás során: az olasz pontok kihirdetésénél Franciaország hat pontot kapott, és ezután franciául azt mondta, hogy "Franciaország, hat pont", majd angolul "Franciaország, öt pont", de ezt rögtön ki is javította.

## Térkép

Részt vevő országok
Országok, melyek korábban részt vettek, de ebben az évben nem

## Eredmények
| #  | Ország             | Nyelv        | Előadó                 | Dal                             | Magyar fordítás                      | Helyezés | Pontszám |
| -- | ------------------ | ------------ | ---------------------- | ------------------------------- | ------------------------------------ | -------- | -------- |
| 01 | Egyesült Királyság | angol        | Brotherhood of Man     | Save Your Kisses for Me         | Őrizd meg a csókjaidat nekem         | 1.       | 164      |
| 02 | Svájc              | angol        | Peter, Sue & Marc      | Djambo, Djambo                  | —                                    | 4.       | 91       |
| 03 | Nyugat-Németország | német        | Les Humphries Singers  | Sing Sang Song                  | Dalold a dalt                        | 15.      | 12       |
| 04 | Izrael             | héber        | Chocolate Menta Mastik | Emor salom                      | Köszönj                              | 6.       | 77       |
| 05 | Luxemburg          | francia      | Jürgen Marcus          | Chansons pour ceux qui s’aiment | Dalok azoknak, akik szeretik egymást | 14.      | 17       |
| 06 | Belgium            | francia      | Pierre Rapsat          | Judy et cie                     | Judit és társai                      | 8.       | 68       |
| 07 | Írország           | angol        | Red Hurley             | When                            | Mikor                                | 10.      | 54       |
| 08 | Hollandia          | angol        | Sandra Reemer          | The Party's Over                | Vége a partinak                      | 9.       | 56       |
| 09 | Norvégia           | angol        | Anne-Karine Strøm      | Mata Hari                       | —                                    | 18.      | 7        |
| 10 | Görögország        | görög        | Mariza Koch            | Panagia mou, panagia mou        | Hölgyem, hölgyem                     | 13.      | 20       |
| 11 | Finnország         | angol        | Fredi & Ystävät        | Pump Pump                       | —                                    | 11.      | 44       |
| 12 | Spanyolország      | spanyol      | Braulio                | Sobran las palabras             | Nincsen szükség szavakra             | 16.      | 11       |
| 13 | Olaszország        | angol, olasz | Al Bano & Romina Power | We’ll Live It All Again         | Mindent át fogunk élni újra          | 7.       | 69       |
| 14 | Ausztria           | angol        | Waterloo és Robinson   | My Little World                 | Az én kis világom                    | 5.       | 80       |
| 15 | Portugália         | portugál     | Carlos do Carmo        | Uma flor de verde pinho         | Egy zöldfenyő virága                 | 12.      | 24       |
| 16 | Monaco             | francia      | Mary Christy           | Toi, la musique et moi          | Te, a zene és én                     | 3.       | 93       |
| 17 | Franciaország      | francia      | Catherine Ferry        | Un, deux, trois                 | Egy, kettő, három                    | 2.       | 147      |
| 18 | Jugoszlávia        | szerbhorvát  | Ambasadori             | Ne mogu skriti svoju bol        | Nem tudom elrejteni a fájdalmamat    | 17.      | 10       |

## Ponttáblázat
|                    | Zsűrik             | Zsűrik | Zsűrik      | Zsűrik | Zsűrik    | Zsűrik  | Zsűrik   | Zsűrik    | Zsűrik   | Zsűrik      | Zsűrik     | Zsűrik        | Zsűrik      | Zsűrik   | Zsűrik     | Zsűrik | Zsűrik        | Zsűrik      | Zsűrik |
| Össz               | Egyesült Királyság | Svájc  | Németország | Izrael | Luxemburg | Belgium | Írország | Hollandia | Norvégia | Görögország | Finnország | Spanyolország | Olaszország | Ausztria | Portugália | Monaco | Franciaország | Jugoszlávia |        |
| ------------------ | ------------------ | ------ | ----------- | ------ | --------- | ------- | -------- | --------- | -------- | ----------- | ---------- | ------------- | ----------- | -------- | ---------- | ------ | ------------- | ----------- | ------ |
| Egyesült Királyság | 164                |        | 12          | 8      | 12        | 8       | 12       | 3         | 10       | 12          | 12         | 10            | 12          | 4        | 10         | 12     | 10            | 7           | 10     |
| Svájc              | 91                 | 12     |             | 5      | 4         | 1       | 7        | 1         | 6        | 10          | 2          | 7             | 4           |          | 8          | 7      | 4             | 6           | 7      |
| Nyugat-Németország | 12                 |        | 2           |        |           | 2       | 1        |           |          |             |            |               | 2           |          |            |        |               | 2           | 3      |
| Izrael             | 77                 | 6      | 7           | 3      |           | 7       | 5        | 4         | 2        | 7           |            | 8             | 1           | 10       | 6          | 2      | 1             |             | 8      |
| Luxemburg          | 17                 |        |             |        |           |         | 6        | 6         | 5        |             |            |               |             |          |            |        |               |             |        |
| Belgium            | 68                 | 7      | 6           |        | 1         |         |          |           | 4        | 6           |            | 12            |             | 8        | 3          | 8      | 8             | 5           |        |
| Írország           | 54                 | 10     |             | 1      | 3         | 3       |          |           |          |             | 8          |               | 5           | 12       | 2          |        | 6             | 3           | 1      |
| Hollandia          | 56                 |        | 4           | 4      | 8         | 4       | 4        | 2         |          | 1           | 7          |               | 3           | 2        | 4          | 6      | 2             |             | 5      |
| Norvégia           | 7                  |        |             |        |           |         |          |           | 3        |             |            |               |             |          |            | 4      |               |             |        |
| Görögország        | 20                 |        |             |        |           |         | 2        |           |          |             |            | 4             |             | 5        |            | 1      |               | 8           |        |
| Finnország         | 44                 | 2      |             | 6      | 6         |         |          | 5         | 1        | 4           |            |               | 6           |          | 7          |        | 7             |             |        |
| Spanyolország      | 11                 | 3      |             |        |           |         |          |           |          |             | 1          |               |             | 3        |            |        | 3             | 1           |        |
| Olaszország        | 69                 | 1      | 8           |        | 2         |         |          | 12        |          | 3           | 10         | 6             |             |          | 1          | 10     |               | 10          | 6      |
| Ausztria           | 80                 | 4      | 3           | 10     | 10        | 5       | 3        | 10        | 7        | 2           | 6          | 5             | 8           |          |            |        | 5             |             | 2      |
| Portugália         | 24                 |        |             |        |           | 6       |          |           |          |             | 4          | 1             |             | 1        |            |        |               | 12          |        |
| Monaco             | 93                 | 5      | 5           | 7      | 7         | 12      | 8        | 8         | 8        | 5           |            | 2             | 7           | 7        | 5          | 3      |               |             | 4      |
| Franciaország      | 147                | 8      | 10          | 12     | 5         | 10      | 10       | 7         | 12       | 8           | 5          | 3             | 10          | 6        | 12         | 5      | 12            |             | 12     |
| Jugoszlávia        | 10                 |        | 1           | 2      |           |         |          |           |          |             | 3          |               |             |          |            |        |               | 4           |        |

## Visszatérő előadók
| Előadó            | Ország     | Előző év(ek)                          |
| ----------------- | ---------- | ------------------------------------- |
| Peter, Sue & Marc | Svájc      | 1971                                  |
| Sandra Reemer     | Hollandia  | 1972                                  |
| Anne-Karine Strøm | Norvégia   | 1973 (Bendik Singers tagjaként), 1974 |
| Fredi             | Finnország | 1967                                  |